# 五味政信
五味 政信（ごみ まさのぶ、1952年 - ）は、日本語・ベトナム語教育学者。一橋大学名誉教授、一橋大学国際教育センター特任教授。

## 経歴
1977年東京外国語大学ベトナム語学科卒業、1883年同地域研究研究科修士課程修了。東京外国語大学留学生日本語教育センター准教授、東京工業大学留学生センター准教授を経て、一橋大学国際交流センター教授。2016年定年、名誉教授、特任教授。

## 著書

### 単著
- 『ベトナム語レッスン初級〈1〉』スリーエーネットワーク
- 『ベトナム語レッスン初級〈2〉』スリーエーネットワーク
- 『五味版 学習者用ベトナム語辞典』武蔵野大学出版会

### 共編著
- 『開かれた日本語教育の扉』